# Hvornår var det nu det var? (tv-program)
 For alternative betydninger, se Hvornår var det nu det var?. (Se også artikler, som begynder med Hvornår var det nu det var?)
Hvornår var det nu det var? var en dansk tv-quiz med værten Hans-Georg Møller som Gorm (1992-1997) og var tilbage i (2001-2002), Hans V. Bischoff (1998-2000) og Ole Stephensen (2001).